# Laszlo Maleczky
Laszlo Maleczky (* 19. April 1965 in Stockholm, Schweden) ist ein österreichischer Opernsänger in der Stimmlage Tenor (Spintotenor bzw. jugendlicher Heldentenor).

## Leben
Maleczky wurde als Sohn ungarischstämmiger Eltern in Stockholm geboren. Im Alter von zwei Jahren kam er nach Wien, wo er die Wiener Kunstschule und eine klassische Stimmbildung am Franz-Schubert-Konservatorium für Musik und darstellende Kunst absolvierte. An der Hochschule für Musik und darstellende Kunst spezialisierte er sich auf klassischen Gesang und Bühne. Er absolvierte außerdem eine Schauspielausbildung.
Zu Beginn seiner Bühnenlaufbahn sang Laszlo Maleczky in Operetten- und klassischen Musicalproduktionen. Dann trat er verstärkt auch in Opernrollen auf (Tamino – Die Zauberflöte, Nemorino – Der Liebestrank, Alfredo – La traviata) und sang das lyrische Tenor-Fach. Ab der Saison 1994 war er ständiger Gast an der Wiener Volksoper und wurde dort Ensemblemitglied und Solosänger. Dort trat er unter anderem in den Musicals La Cage aux Folles (als Jean-Claude), My Fair Lady (als Harry) und Der Mann von La Mancha (als Paco) auf. Mit Tobias Moretti stand er dort in der Produktion Die Bernauerin von Carl Orff auf der Bühne. Ab 2001 war Maleczky wieder freiberuflich tätig und sang unter anderem auf der Seebühne der Bregenzer Festspiele, im Ronacher Wien, an der Musikalischen Komödie in Leipzig und an Theatern und Festivals in der Schweiz und Deutschland. Bei Produktionen der Operettenbühne Wien war er in den Operetten Gräfin Mariza (als Tassilo) und Der Graf von Luxemburg (als René) zu hören.
Seit der Saison 2003/04 war Maleczky regelmäßig in Opern- und Operettenproduktion am Landestheater Niederösterreich zu sehen. Dort trat er unter anderem als Stanislaus (Der Vogelhändler), Alfred (Die Fledermaus), Tassilo (Gräfin Mariza) und als Anton Hofer in der Operette Zwei Herzen im Dreivierteltakt von Robert Stolz auf. Erfolgreich sang er dort auch den Tamino in der Oper Die Zauberflöte.
2007 sang er mit der neu gegründeten Formation Adoro das Debütalbum Adoro ein. Danach veröffentlichte er mit Adoro weitere vier Studioalben. Diese haben mehrfach Platin- und Goldauszeichnungen in Deutschland und Österreich erhalten. Für das Adoro-Album Träume (2012) ist er Co-Autor bei zwei Liedern. Die Titel sind die beiden Adoro-Neukompositionen Die Liebe ist eine Rose und Ich lebe für dich. Im Oktober 2013 gab Maleczky seinen Ausstieg bei Adoro bekannt.
Im Jahr 2014 sang Laszlo Maleczky mit dem internationalen Crossover Star Katherine Jenkins das von Andrew Lloyd Webber komponierte Duett Amigos Para Siempre. Im deutschsprachigen TV wurde es vor mehr als 5,5 Millionen Zusehern bei der Weihnachts-TV-Show des ARD, dem „Adventsfest der 100.000 Lichter“ präsentiert. Im Sommer 2015 sang Laszlo Maleczky das erste Mal neue, selbst produzierte Klassik-Pop-Titel bei der Potsdamer Schlössernacht. Dort sang er als weiteren Programmpunkt zusammen mit dem The Dark Tenor und Tobey Wilson einen 3-Tenöre-Konzertteil.
2016 veröffentlichte er sein Klassik-Pop-Debütalbum Herzschlag. Dieses Album wurde von Laszlo Maleczky selbst produziert (Co-Produzenten Echopilot); außerdem verfasste er einen Großteil der Texte. Das Album enthält internationale Hits wie Angels (Robbie Williams), It’s my life (Bon Jovi), oder Love me like you do (Ellie Goulding) mit modernen Klassik-Pop-Arrangements und deutschen Texten.
Von 2007 bis 2009 war Maleczky Künstlerischer Leiter der Burgspiele Güssing im Burgenland. Er hat zwei Kindermusicals geschrieben, die eine zeitgemäße Umsetzung von österreichischen Theaterklassikern sind: Das Mädchen aus der Feenwelt nach Ferdinand Raimunds Der Bauer als Millionär und Lump-zapadump-Lumpazi nach Johann Nestroys Der böse Geist Lumpazivagabundus.
2023 tritt Laszlo Maleczky gemeinsam mit den Sängern Germán und Val als die „Impulso Tenors“ bei der 13. Staffel von The Voice of Germany auf. Das Trio unter Coach Giovanni Zarrella konnte sich bis in die Phase der Teamfights durchsetzen.
Auch für einige Theaterstücke hat er Liedtexte, Lieder und Bearbeitungen verfasst.

## Diskografie
- 2008: Adoro
- 2009: Adoro Deluxe Edition CD + DVD
- 2009: Für immer und Dich
- 2010: Glück
- 2011: Die Liebe meines Lebens
- 2011: Die Liebe meines Lebens – Deluxe Edition
- 2012: Ein Abend mit Adoro – LIVE (Live-DVD)
- 2012: Träume
- 2013: Adoro – Das Beste
- 2014: Amigos Para Siempre – Duett mit Katherine Jenkins
- 2016: Herzschlag (Album)
- 2022: Con te sarò (Single) – Duett mit Fausta Gallelli